# Streaming Songs
«Streaming Songs» es una lista musical de canciones publicada por la revista estadounidense Billboard, y que contiene las canciones más transmitidas de la semana en Estados Unidos. El gráfico representa uno de los tres componentes básicos, junto con las listas airplay (Radio Songs) y ventas (Hot Digital Songs y Hot Singles Sales) que se utilizan para determinar las posiciones de las canciones y sencillos en el Billboard Hot 100 y clasifican las canciones más populares de Estados Unidos.
El director editorial de Billboard Bill Werde, dijo que el éxito "Harlem Shake" los impulsó a promulgar la lista después de dos años de discusiones con "YouTube". El primer número uno en la lista Streaming Songs fue "Thrift Shop" por Macklemore y Ryan Lewis con Wanz el 19 de enero de 2013.

## Datos

### Más semanas en el número uno
- 22 semanas

"All I Want for Christmas Is You" − Mariah Carey (2019-2024)
- 20 semanas

"Old Town Road" –  Lil Nas X con Billy Ray Cyrus (2019)
- 19 semanas

"Last Night" – Morgan Wallen (2023)
- 16 semanas

"Despacito" – Luis Fonsi y Daddy Yankee con Justin Bieber (2017)
- 14 semanas

"Panda" – Desiigner (2016)
"Rockstar" – Post Malone con 21 Savage (2017)
- 13 semanas

"Wrecking Ball" – Miley Cyrus (2013-2014)
"Fancy" – Iggy Azalea con Charli XCX (2014)
"The Box" – Roddy Ricch (2020)
"We Don't Talk About Bruno" - Carolina Gaitán, Mauro Castillo, Adassa, Rhenzy Feliz, Diane Guerrero, Stephanie Beatriz y el elenco de Encanto (2022)
- 12 semanas

"Uptown Funk" – Mark Ronson con Bruno Mars (2015)
"Closer" – The Chainsmokers con Halsey (2016)
- 11 semanas

"We Can't Stop" - Miley Cyrus (2013)
- 10 semanas

"All About That Bass" − Meghan Trainor (2014)
"Watch Me" − Silentó (2015)
"Bad and Boujee" − Migos con Lil Uzi Vert (2017)
"Rockstar" − DaBaby con Roddy Ricch (2020)
"WAP − Cardi B con Megan Thee Stallion (2020)

### Canciones más transmitidas de la semana
- 143 millones, "Old Town Road" ― Lil Nas X con Billy Ray Cyrus «20 de abril» de 2019
- 116.2 millones, "In My Feelings" ― Drake «28 de julio» de 2018
- 103 millones, "Harlem Shake" – Baauer «2 de marzo» de 2013
- 101.7 millones, "God's Plan" ― Drake «3 de marzo» de 2018
- 93.8 millones, "Thank U, Next" ― Ariana Grande «15 de diciembre» (2018)
- 93 millones, "WAP" ― Cardi B con Megan Thee Stallion «22 de agosto» de 2020
- 85.3 millones, "7 Rings" ― Ariana Grande «2 de febrero» de 2019
- 84.5 millones, "Look What You Made Me Do" ― Taylor Swift «16 de septiembre» de 2017
- 77.2 millones, "The Box" ― Roddy Ricch «25 de enero» de 2020
- 76.4 millones, "I Had Some Help" ― Post Malone con Morgan Wallen «25 de mayo» de 2024
- 76.2 millones, "Fortnight" – Taylor Swift con Post Malone «4 de mayo» de 2024
- 76.1 millones, "Drivers License" ― Olivia Rodrigo «23 de enero» de 2021

### Artistas con más número uno
1. Drake (20)
2. Taylor Swift (9)
3.Justin Bieber (6) (empate)
3. Ariana Grande (6) (empate)
5. Travis Scott (5) (empate)
5. Kendrick Lamar (5) (empate)
7. Cardi B (4) (empate)
7. Miley Cyrus (4) (empate)
7. Lil Baby (4) (empate)
7. Megan Thee Stallion(4) (empate)
7. Post Malone (4) (empate)
7. Morgan Wallen (4) (empate)

### Artistas con más semanas en el número uno
1. Drake (45)
2. Justin Bieber (35)
3. Miley Cyrus (29)
4. Roddy Ricch (23) (empate)
4. Lil Nas X (23) (empate)
6. Mariah Carey (21) empate)
6. Morgan Wallen (21) (empate)
8. Ariana Grande (20) (empate)
10. Billy Ray Cyrus (19) (empate)
10. Taylor Swift (19) (empate)
10. Post Malone (19) (empate)